# Gilberto Almeida
Gilberto Almeida Egas (San Antonio de Ibarra, 30 de mayo de 1928-Ibídem, 20 de abril de 2015) fue un pintor ecuatoriano.

## Biografía
Fue hijo de José Peregrino Almeida López y doña Carmen Amelia Egas Tobar, realizó sus estudios en la escuela primaria “Juan Montalvo” de San Antonio de Ibarra, posteriormente mediante un concurso obtuvo una beca para estudiar en la ciudad de Quito, en el colegio “Santa Teresita”, siendo sus profesores oriundos de Francia.
En 1944, al fundarse el Liceo Artístico “Daniel Reyes” en su pueblo natal y debido a sus aptitudes artísticas, ingresó en él, cumpliendo con los seis años de estudio. Posteriormente viajó a las ciudades de Quito y Guayaquil para participar como oyente en las escuelas de “Bellas Artes” de dichas ciudades.
Fue miembro del Grupo de Vanguardia denominado como Grupo “VAN”, asiduo lector y amante de todo libro de arte, por tal motivo está informado de todo lo que acontece en el mundo en lo que a arte se refiere.
Sus obras se pueden encontrar en el Museo de la Organización de los Estados Americanos, en Washington; en el Museo de Arte Moderno de Santiago de Chile; en el Museo de Arte Moderno de Córdova, en Argentina; en el Museo de Arte de la Fuerza aérea Venezolana; en el Museo de Jerusalén, en Israel; en el Museo de la Organización de Países Exportadores de Petróleo, en Europa. En el Ecuador: en los museos de la Casa de la Cultura del Carchi, de Imbabura, de Azuay y del Guayas; en el Museo de Arte Moderno de Cuenca; en el Museo Municipal de Guayaquil; en el Museo “Luís A. Martínez”, de Ambato; en el Museo “Mariano Aguilera”, en Quito; en el Museo del Banco Central, de Quito.
Donó algunas de sus obras a las Embajadas de Ecuador en Europa. En San Antonio de Ibarra en el barrio “La Cruz” poseía una Galería de Arte, en el mismo lugar en donde residía.
Falleció en su natal San Antonio de Ibarra, el 20 de abril de 2015.

## Exposiciones
En 1963 es invitado a Chile, presentando sus obras en el Palacio La Alhambra. Posteriormente presenta en Buenos Aires en la Galería de la Asociación de Artistas Plásticos.
En 1965 expuso en el Museo de la Unión Panamericana en Washington D. C., EE. UU.
Otras muestras individuales en Ecuador lo proyectan para exponer en la Maxwell Galeries Ltd. En San Francisco, así como en centros de arte europeos.
Muchas son las presentaciones de sus obras en exposiciones colectivas en Ecuador, entre ellos se destaca las de Salón de Julio de Guayaquil, salón Mariano Aguilera, Salón Internacional de la Independencia de Quito, Bienal de Cuenca, Salón Nacional de Artes Plásticas del Banco Central del Ecuador, Salón Luis A Martínez, en Ambato.
Sus obras se encuentran en diversos museos del Ecuador, España, Suecia, Argentina, Chile, México, Venezuela, Israel, Australia, EE. UU., Canadá. Así como en importantes colecciones privadas del mundo.

## Museo de arte moderno
Lleva su nombre el museo de arte moderno de Ibarra, lugar en el cual se exhiben obras suyas.

## Premios
- Primer premio V Juegos Deportivos Bolivarianos.
- Primer premio Casa de la Cultura Núcleo Azuay.
- Primer premio Fiesta de la fruta y de las flores, Ambato.
- Tercer premio Mariano Aguilera, Quito.
- Segundo premio Salón de Julio, Guayaquil.
- Primer premio Salón de Octubre, Guayaquil.
- Segundo premio Salón Bolivariano, Guayaquil.
- Primer premio Proyecto de murales.
- Primer premio de Escultura del Ministerio de Obras Públicas del Ecuador.
- Primer premio Mariano Aguilera, Quito.
- Primer premio Salón de Julio, Guayaquil.
- Segundo premio Internacional Salón de la independencia, Quito.
- Primer premio salón Nacional de Artes Pláticas, Quito.
- Segundo Premio Nacional de Artes Banco Central del Ecuador, Quito.
- Primer premio Bienal Internacional de Cuenca con el voto de los Críticos Periodistas y Curadores.

## Distinciones
- 1962. Invitado a la tercera bienal de Sao Paulo, Brasil.
- 1963. Invitado de honor del salón Primavera de Mendoza, Argentina.
- 1965. Invitado de honor del Salón Primavera de Viña del Mar, Chile.
- 1967. Invitado a la Bienal de Cali, Colombia.
- 1969. Invitado a la Bienal de Coltejer de Medellín, Colombia.
- 1985. Nominación como el Artista del Año por la Asociación de Periodistas.
- 1993. Nominado al Premio Eugenio Espejo, máximo galardón que el Ecuador concede a los valores más destacados del país.
- 1996. Invitado a Israel a rendir homenaje a Jerusalén en sus Tres Mil Años de la Ciudad Santa.
- 1998. Homenaje a los Artistas “De Vanguardia” Casa de la Cultura Ecuatoriana, Quito.
- 2000. Invitado por la Embajada del Ecuador a exponer en Lima, Perú.
- 2001. Invitado a Australia a exponer su obra.

## Condecoraciones
- Gustavo Noboa Bejarano, Presidente Constitucional de la República del Ecuador, le confirió la condecoración de la “La Orden al Mérito en el Grado de Oficial al Maestro Gilberto Almeida E. En la Ciudad de Quito, el 21 de febrero de 2002.
- El Honorable Congreso Nacional del Ecuador, a través de su Presidente, Guillermo Landázuri, le confirió el Reconocimiento “Doctor Vicente Rocafuerte” al mérito artístico y cultural, el 4 de junio de 2003.
- Condecoración al Mérito Artístico por el pueblo de San Antonio de Ibarra (junio del 2003).
- Condecoración a la labor plástica del Consejo Provincial de Imbabura (junio del 2003).
- Condecoración al mérito artístico parte de la Casa de la Cultura Núcleo del Carchi (junio del 2003).
- Homenaje y reconocimiento a la trayectoria artística con motivo de los 400 años de Fundación Española de la ciudad de Ibarra (septiembre del 2006).
- Homenaje y reconocimiento a la trayectoria artística por parte del Instituto Superior Tecnológico de Artes Plásticas “Daniel Reyes” (septiembre del 2006).